# 普特納鄉 (蘇恰瓦縣)

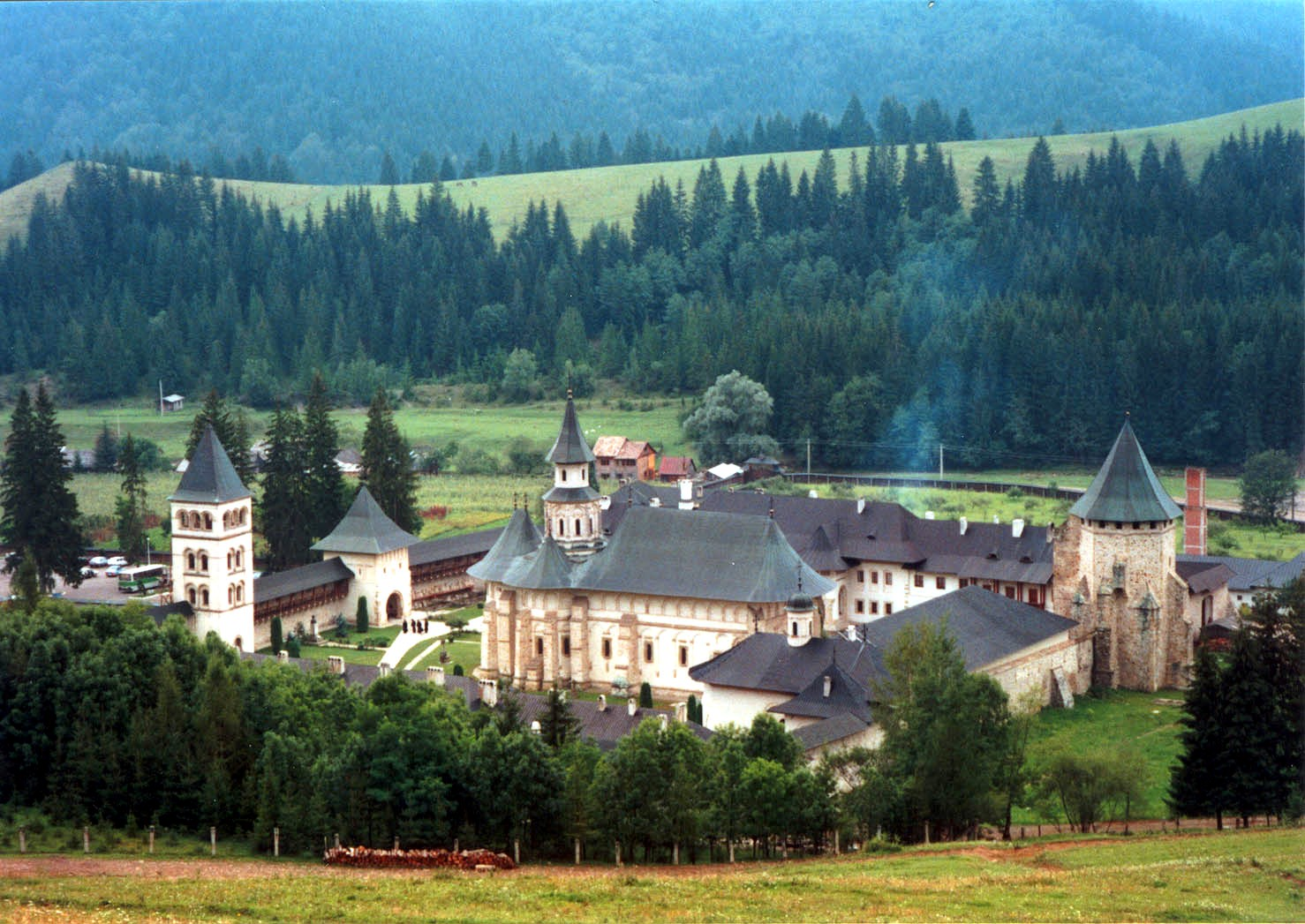

47°52′N 25°37′E / 47.867°N 25.617°E
普特納鄉（羅馬尼亞語：Comuna Putna, Suceava），是羅馬尼亞的鄉份，位於該國東北部，由蘇恰瓦縣負責管轄，面積134平方公里，海拔高度548米，2002年人口3,751，人口密度每平方公里28人。

## 友好城市
- 法國 蒙莫里永